# Gerichtsbezirk Landstraß
Der Gerichtsbezirk Landstraß (slowenisch: sodni okraj Kostanjevica) war ein dem
Bezirksgericht Landstraß unterstehender Gerichtsbezirk im Kronland Krain. Er umfasste Teile des politischen Bezirks Gurkfeld (Krško) und wurde 1919 dem Staat Jugoslawien zugeschlagen.

## Geschichte
Der Gerichtsbezirk Landstraß entstand infolge eines Ministervortrags vom 6. August 1849, in dem die Grundzüge der
Gerichtseinteilung festgelegt wurden. Nachdem im Dezember 1849 die Gebietseinteilung der Gerichtsbezirke sowie die Zuweisung der Gerichtsbezirke zu den neu errichteten Bezirkshauptmannschaften durch die „politische Organisierungs-Commission“ festgelegt worden war, nahmen die Bezirksgerichte der Krain per 1. Juni 1850 ihre Tätigkeit auf. Dem Bezirksgericht Landstraß wurden durch die Landeseinteilung der Krain im März 1850
die 18 Katastralgemeinden Bergane (Bergana), Bušeča Vas (Puschendorf), Čatež (Tschatesch), Cerine (Zerina), Černeča Vas (Scherendorf), Globočice (Globoschnitza), Gorenje Verhpolje (Oberfeld), Gradiše (Gradische), Koritno (Koritno), Kostanjevica na Krki (Landstraß), Orehovca (Nußdorf), Osterc (Osterz), Ostrong (Ostrong), Planina (Planina), Šentjernej (St. Barthlmä), Stojanski Verh (Stojanskiwerch), Sveti Križ (Heiligenkreuz) und Velika Dolina (Grossdolina) zugewiesen. Zusammen mit den Gerichtsbezirken Gurkfeld (Krško), Nassenfuß (Mokronog) und Ratschach (Radeče) bildete der Gerichtsbezirk Landstraß den Bezirk Gurkfeld.
| Jahr | Fläche (km²) | Ein- wohner | Slowenisch- sprachige | Deutsch- sprachige |
| ---- | ------------ | ----------- | --------------------- | ------------------ |
| 1880 |              | 11.652      | 11.480                | 73                 |
| 1890 |              | 12.490      | 12.313                | 43                 |
| 1900 | 219,85       | 12.887      | 12.616                | 55                 |
| 1910 | 219.59       | 13.788      | 13.418                | 22                 |

Der Gerichtsbezirk wies 1880 eine anwesende Bevölkerung von 11.652 Personen auf, wobei 11.480 Menschen Slowenisch und 73 Menschen Deutsch als Umgangssprache angaben. 1910 wurden für den Gerichtsbezirk 13.788 Personen ausgewiesen, von denen 13.418 Slowenisch (97,3 %) und 22 Deutsch (0,2 %)
sprachen.
Durch die Grenzbestimmungen des am 10. September 1919 abgeschlossenen Vertrages von Saint-Germain wurde der Gerichtsbezirk Adelsberg zur Gänze dem Königreich Jugoslawien zugeschlagen.

## Gerichtssprengel
Der Gerichtssprengel Landstraß umfasste infolge der Zusammenfassung der Katastralgemeinden zu Gemeinden im Jahr 1910 die fünf Gemeinden Čatež (Tschatesch), Kostanjevica na Krki (Landstraß), Šentjernej (St. Barthlmä), Sveti Križ (Heiligenkreuz) und Velika Dolina (Großdolina).